# NGC 3383
NGC 3383 is een balkspiraalstelsel in het sterrenbeeld Waterslang. Het hemelobject werd op 20 maart 1835 ontdekt door de Britse astronoom John Herschel.

## Synoniemen
- ESO 501-97
- MCG -4-26-10
- AM 1044-241
- IRAS10449-2410
- PGC 32224